# Camptochaeta bournei
Camptochaeta bournei är en tvåvingeart som först beskrevs av Shaw 1941.  Camptochaeta bournei ingår i släktet Camptochaeta och familjen sorgmyggor.
Artens utbredningsområde är Manitoba. Arten är reproducerande i Sverige. Inga underarter finns listade i Catalogue of Life.